# Асур (син на Сим)
Асур или Ашур (אַשּׁוּר на иврит; на арамейски: ܐܫܘܪ, Ashshur ou Assur) в Еврейската Библия (Битие: 10 и 11) е вторият син на Сим и внук на Ной.
Баща му Сим е първороден син на Ной и прародител на семитите. Асур има четири братя: Елам, Арам, Арфаксад, Луд.
В Библията Асур е прародител на асирийците. Според историка Йосиф Флавий той е основател на Ниневия в Асирия (Antiquities, i, vi, 4.).
Асур в Библията е женен за Хелея и втори път за Наара.
Той е баща на Текоа („I книга на Хроника“ на Танах 2-24).